# Miroslava Němcová
Miroslava Němcová, née le 17 novembre 1952 à Nové Město na Moravě, est une femme politique tchèque, membre du Parti démocratique civique (ODS) et présidente de la Chambre des députés de 2010 à 2013.
Après avoir mené une carrière de statisticienne sous le régime communiste, elle travaille comme libraire, puis se fait élire au conseil municipal de Žďár nad Sázavou, en 1994. Quatre ans plus tard, en 1998, elle se fait élire à la Chambre des députés, dont elle est désignée vice-présidente en 2002.
Elle devient présidente de la Chambre en 2010, à la suite de la victoire du centre-droit, étant la première femme à présider la chambre basse tchèque.

## Biographie

### De la statistique à la librairie
En 1968, elle intègre l'école centrale de technique agricole de Havlíčkův Brod, en République tchèque, où elle étudie quatre ans. À la fin de sa formation, en 1972, elle est recrutée par l'office tchèque des statistiques (ČSÚ). Elle y travaille vingt ans, avant de créer, en 1992, une librairie à Žďár nad Sázavou. 
Mariée à Vladimír Němec, avec lequel elle a un fils, Miroslava Němcová vit à Žďár nad Sázavou.

### De la municipalité de Žďár à la Chambre des députés
À l'occasion des élections municipales de novembre 1994, elle est élue au conseil municipal de Žďár nad Sázavou.
Deux ans plus tard, en novembre 1996, elle se présente au Sénat, dans la cinquante-et-unième circonscription. Étant arrivée en tête du premier tour avec 30,8 % des voix face au chrétien-démocrate Jiří Šenkýř, elle est défaite au second tour, avec 42,4 % des suffrages seulement.
Membre du comité de rédaction de Mezi námi, journal de l'ODS, elle se présente aux élections législatives des 19 et 20 juin 1998 en Moravie-du-Sud et est élue à la Chambre des députés. Quelques mois plus tard, en novembre, son mandat de conseillère municipale se trouve reconduit.
À l'issue des élections législatives des 14 et 15 juin 2002, elle est élue vice-présidente de la Chambre le 18 juillet. Lors du congrès du Parti démocratique civique qui se tient en décembre suivant, elle est désignée vice-présidente du parti.
Reconduite dans ses fonctions à la Chambre basse après les élections législatives des 2 et 3 juin 2006, elle n'est pas réélue comme vice-présidente de l'ODS en novembre.

### Présidente de la Chambre des députés
Le 24 juin 2010, après les élections législatives des 28 et 29 mai, Miroslava Němcová est élue présidente de la Chambre des députés après un accord avec les partis TOP 09 et Affaires publiques (VV).
Quatre jours plus tôt, lors du congrès de l'ODS qui porte Petr Nečas à la présidence du parti, elle avait été choisie comme première vice-présidente, en remplacement de David Vodrážka. Toutefois, au bout de seulement deux ans de mandat, elle est remplacée par Martin Kuba, au cours du congrès qui se tient en novembre 2012. Elle conserve cependant une vice-présidence de l'ODS.
Le 19 juin 2013, le bureau du parti la choisit à l'unanimité pour remplacer Petr Nečas, démissionnaire, comme présidente du gouvernement. Ce choix est jugé judicieux par TOP 09 et LIDEM – Libéraux démocrates (LIDEM), qui a succédé à VV dans la coalition au pouvoir.. En revanche, le Parti social-démocrate tchèque (ČSSD) juge qu'elle fera courir un risque à toute la Nation. Expliquant qu'accepter cette proposition avait été un choix difficile, elle déclare que « il y a un moment dans la vie où vous devez rendre quelque chose en retour de tout le soutien qui vous a été apporté ».
C'est finalement l'économiste Jiří Rusnok, ancien ministre des Finances, conseiller économique du président Miloš Zeman, qui se trouve être désigné par le chef de l'État, celui-ci lui ayant confié la tâche de former un gouvernement technique. Cette décision présidentielle est critiquée, voire dénoncée par la coalition sortante, comme l'opposition, toutes deux affirmant que le « gouvernement du président » ne saurait gagner la confiance de la Chambre. Cependant, le chef de l'État affirme que, si le gouvernement Rusnok n'obtient pas la confiance des députés, il était prêt à la charger de la formation du nouvel exécutif.